# Острља
Острља је насељено мјесто у општини Вареш, Босна и Херцеговина.

## Становништво
|             | 2013.      | 1991.        |
| Укупно      | 0 (0,000%) | 85 (100,0%)  |
| Бошњаци     | –          | 71 (83,53%)1 |
| Југословени | –          | 8 (9,412%)   |
| Остали      | –          | 6 (7,059%)   |
| Срби        | –          | 0 (0,000%)   |
| Хрвати      | –          | 0 (0,000%)   |

1. 1 На пописима од 1971. до 1991. Бошњаци су пописивани углавном као Муслимани.